# 21 — Потпуно пунолетан
21 — Потпуно пунолетан (енгл. 21 & Over) је америчка филмска комедија из 2013. године у режији и по сценарију Џона Лукаса и Скота Мура. Главне улоге глуме: Џастин Чон, Мајлс Телер и Скајлар Астин, а прати трио пријатеља који излазе како би прославили Џефов 21. рођендан, упркос томе што следећег јутра има интервју на медицинском факултету
Приказан је 1. марта 2013. године у САД, а 28. марта у Србији. Добио је углавном негативне рецензије критичара и зарадио 48 милиона долара.

## Радња
Студент колеџа, одликаш, Џеф Чанг (Џастин Чон) одувек је радио оно што се од њега очекивало. Али кад га његова два најбоља друга, Кејси (Скајлар Астин) и Милер (Мајлс Телер) изненаде и посете на његов 21. рођендан, он одлучује да уради нешто неочекивано, за промену, иако га следећег јутра чека пресудни разговор за пријем на Медицински факултет.

## Улоге
| Глумац               | Улога       |
| -------------------- | ----------- |
| Џастин Чон           | Џеф Чанг    |
| Мајлс Телер          | Милер       |
| Скајлар Астин        | Кејси       |
| Сара Рајт            | Никол       |
| Франсоа Чау          | др Чанг     |
| Џонатан Келц         | Ренди       |
| Данијел Буко         | Џулијан     |
| Саманта Фатерман     | Сали Хуанг  |
| Еди Мартин           | Еди         |
| Дастин Ајбара        | Пи-Џеј Брил |
| Кристијан Кастеланос | Плеџ Гомез  |
| Џеремаја Серд        | др Кабахаг  |